# Борония
Боронията (Boronia) е род от около 160 вида цъфтящи растения от цитрусовото семейство Rutaceae. Повечето са ендемични за Австралия с няколко вида в Нова Каледония, които преди са били поставени в рода Boronella. Срещат се във всички австралийски щати, а редица видове са в процес на преразглеждане, описване и публикуване. Борониите са подобни на познатите растения от родовете Zieria, Eriostemon и Correa, но могат да бъдат разграничени от тях по броя на венчелистчетата или тичинките. Някои видове имат характерен аромат и са популярни градински растения.

## Описание
Растенията от рода борония почти винаги са храсти, въпреки че много малък брой се среща като билки или като малки дървета. Листата обикновено са подредени в противоположни двойки и могат да бъдат прости листа или сложни листа с до деветнадесет или повече листовки, или в пениста, или в бипинатна подредба. Цветовете са подредени на групи в аксилите на листата или по краищата на клоните и имат мъжки и женски части. Обикновено има четири отделни чашелистчета, обикновено четири отделни венчелистчета и обикновено осем тичинки. (Zieria има само четири тичинки, Eriostemon видовете имат пет венчелистчета, а в Correa венчелистчетата са съединени, за да образуват формата на камбанка). Има четири плодника и по две яйцеклетки във всеки пестик.

## Таксономия и наименование
Родът Борония е описан за първи път официално през 1798 г. от Джеймс Едуард Смит, като описанието е публикувано в „Tracts Relating to Natural History“. Името боронияя почита Франческо Бороне (1769 – 1794), италиански натуралист и колекционер на растения, който подпомага Джон Сибторп в Гърция и Турция, Адам Афзелий в Сиера Леоне и Джеймс Едуард Смит по време на европейското му турне през 1787 г. 
Борония, външно предградие на Мелбърн в Австралия, е кръстен на откритата в района свободно растяща борония.

## Разпространение и хабитат
Борониите се срещат във всички щати и континентални територии на Австралия и обикновено растат в открити гори или гористи местности, и рядко в дъждовни гори или засушливи райони.

## Употреба в градинарството
Борониитете, и особено B. megastigma, са известни с ароматните си цветове. Повечето се считат за желани екземпляри в градината, но много от тях са трудни за отглеждане. Всички видове изискват отличен дренаж и частична сянка.

## Видове
Следва списък на видовете борония, признати от преброяването в Австралия (с изключение на B. hartleyi, B. koniambiensis, B. pancheri и B. parvifolia, които са ендемични за Нова Каледония):
- Boronia acanthoclada Paul G.Wilson
- Boronia adamsiana F.Muell. – Barbalin boronia
- Boronia alata Sm.  – winged boronia
- Boronia albiflora R.Br. ex Benth.
- Boronia algida F.Muell. – alpine boronia
- Boronia alulata Sol. ex Benth.
- Boronia amabilis S.T.Blake ex Benth. – Wyberba boronia
- Boronia amplectens Duretto
- Boronia anceps Paul G.Wilson
- Boronia anemonifolia A.Cunn. – sticky boronia
- Boronia anethifolia A.Cunn. ex Endl. – narrow-leaved boronia
- Boronia angustisepala Duretto
- Boronia anomala Duretto
- Boronia baeckeacea  F.Muell.
- Boronia barkeriana  F.Muell. – Barker's boronia
- Boronia barrettiorum Duretto
- Boronia beeronensis Duretto – Beeron boronia
- Boronia bella Duretto
- Boronia bipinnata Lindl. – rock boronia
- Boronia boliviensis J.B.Williams & J.T.Hunter – Bolivia Hill boronia
- Boronia bowmanii  F.Muell.
- Boronia busselliana  F.Muell.
- Boronia capitata Benth. – cluster boronia
- Boronia chartacea P.H.Weston
- Boronia citrata N.G.Walsh – lemon boronia
- Boronia citriodora  Gunn ex Hook.f. – lemon boronia
- Boronia clavata Paul G.Wilson – Bremer boronia
- Boronia coerulescens  F.Muell. – blue boronia
- Boronia coriacea Paul G.Wilson
- Boronia corynophylla Paul G.Wilson
- Boronia crassifolia Bartl.
- Boronia crassipes Bartl.
- Boronia cremnophila  R.L.Barrett, M.D.Barrett & Duretto  – Kimberley cliff boronia
- Boronia crenulata  Sm.  – aniseed boronia
- Boronia cymosa  Endl.  – granite boronia
- Boronia deanei  Maiden & Betche – Deane's boronia
- Boronia decumbens Duretto
- Boronia defoliata F.Muell.
- Boronia denticulata  Sm.
- Boronia dichotoma Lindl.
- Boronia duiganiae Duretto
- Boronia edwardsii Benth. – island boronia
- Boronia elisabethiae Duretto
- Boronia eriantha Lindl.
- Boronia ericifolia Benth. – Wongan Hills boronia
- Boronia excelsa Duretto
- Boronia exilis Paul G.Wilson
- Boronia fabianoides  (Diels) Paul G.Wilson
- Boronia falcifolia A.Cunn. ex Endl. – wallum boronia
- Boronia fastigiata Bartl.  – bushy boronia
- Boronia filicifolia A.Cunn. ex Benth.
- Boronia filifolia  F.Muell. – slender boronia
- Boronia floribunda Sieber ex Rchb. – pale pink boronia
- Boronia foetida Duretto
- Boronia forsteri Duretto
- Boronia fraseri Hook. – Fraser's boronia
- Boronia galbraithiae Albr. –Galbraith's boronia
- Boronia glabra (Maiden & Betche) Cheel – sandstone boronia
- Boronia gracilipes  F.Muell. – karri boronia
- Boronia grandisepala  F.Muell.
- Boronia granitica Maiden & Betche – granite boronia
- Boronia grimshawii Duretto
- Boronia gunnii Hook.f. – Gunn's boronia
- Boronia hapalophylla Duretto, F.J.Edwards & P.G.Edwards
- Boronia hartleyi * Duretto & Bayly
- Boronia hemichiton Duretto
- Boronia heterophylla F.Muell. – red boronia, Kalgan boronia
- Boronia hippopala Duretto
- Boronia hoipolloi Duretto
- Boronia humifusa Paul G.Wilson
- Boronia imlayensis Duretto – Mount Imlay boronia
- Boronia inconspicua Benth.
- Boronia inflexa Duretto
- Boronia inornata Turcz. – desert boronia
- Boronia interrex R.L.Barrett, M.D.Barrett & Duretto – Regent River boronia
- Boronia jensziae Duretto – Andy Jensz's boronia
- Boronia jucunda Duretto
- Boronia juncea Bartl.
- Boronia kalumburuensis Duretto
- Boronia keysii Domin – Key's boronia
- Boronia koniambiensis *  Däniker
- Boronia lanceolata F.Muell.
- Boronia lanuginosa Endl.
- Boronia latipinna  J.H.Willis – Grampians boronia
- Boronia laxa Duretto
- Boronia ledifolia (Vent.) DC.  – showy boronia, ledum boronia
- Boronia megastigma Bartl. – sweet-scented brown boronia
- Boronia microphylla Sieber ex Rchb. – small-leaved boronia
- Boronia minutipinna Duretto
- Boronia mollis A.Cunn. ex Lindl. – soft boronia
- Boronia molloyae J.Drumm. – tall boronia
- Boronia montimulliganensis Duretto
- Boronia muelleri (Benth.) Cheel  – pink boronia
- Boronia nana Hook. – small boronia
- Boronia nematophylla F.Muell.
- Boronia obovata C.T.White
- Boronia occidentalis Duretto
- Boronia octandra Paul G.Wilson
- Boronia odorata Duretto
- Boronia ovata Lindl.
- Boronia oxyantha Turcz.
- Boronia palasepala Duretto
- Boronia pancheri * (Baill.) Duretto & Bayly
- Boronia parviflora Sm. – swamp boronia
- Boronia parvifolia * (Baker f.) Duretto & Bayly
- Boronia pauciflora  W.Fitzg.
- Boronia penicillata  Benth.
- Boronia pilosa  Labill. – hairy boronia
- Boronia pinnata  Sm. – pinnate boronia
- Boronia polygalifolia  Sm. – waxy boronia, dwarf boronia, milkwort boronia
- Boronia prolixa Duretto
- Boronia pulchella Turcz. – pink boronia
- Boronia purdieana Diels – winter boronia
- Boronia quadrilata Duretto
- Boronia quinkanensis Duretto
- Boronia ramosa (Lindl.) Benth.
- Boronia repanda (F.Muell. ex Maiden & Betche) Maiden & Betche – granite rose
- Boronia revoluta Paul G.Wilson
- Boronia rhomboidea Hook. – broad-leaved boronia
- Boronia rigens Cheel – stiff boronia
- Boronia rivularis C.T.White – Wide Bay boronia
- Boronia rosmarinifolia A.Cunn. ex Endl. – rosemary boronia, forest boronia
- Boronia rozefeldsii Duretto – Schouten Island boronia
- Boronia rubiginosa A.Cunn. ex Endl.
- Boronia rupicola Duretto
- Boronia ruppii Cheel – Rupp's boronia
- Boronia safrolifera Cheel – safrole boronia, coast boronia
- Boronia scabra Lindl. – rough boronia
- Boronia serrulata Sm. – native rose, rose boronia
- Boronia spathulata Lindl.
- Boronia splendida Duretto – splendid boronia
- Boronia squamipetala Duretto
- Boronia stricta Bartl.
- Boronia suberosa Duretto
- Boronia subsessilis Benth.
- Boronia subulifolia Cheel
- Boronia tenuior Domin
- Boronia tenuis (Lindl.) Benth. –blue boronia
- Boronia ternata Endl.
- Boronia tetragona Paul G.Wilson
- Boronia tetrandra Labill. – yellow boronia
- Boronia thedae R.L.Barrett, M.D.Barrett & Duretto
- Boronia thujona A.R.Penfold & M.B.Welch – bronzy boronia
- Boronia tolerans Duretto
- Boronia umbellata P.H.Weston  – Orara boronia
- Boronia verecunda Duretto
- Boronia virgata Paul G.Wilson
- Boronia viridiflora Duretto
- Boronia warangensis Duretto
- Boronia warrumbunglensis P.H.Weston
- Boronia westringioides Paul G.Wilson
- Boronia wilsonii  (F.Muell. ex Benth.) Duretto
- Boronia xanthastrum Duretto
- Boronia yarrowmerensis Duretto
- Boronia zeteticorum Duretto

## Галерия
- Boronia edwardsii
- Boronia bipinnata
- Boronia alata
- Boronia amabilis
- Boronia 'Carousel'
- Boronia deanei
- Boronia ledifolia
- Boronia megastigma
- Boronia Megastigma